# جورج سانت بيير
جورج سانت بيير (بالإنجليزية: Georges St-Pierre؛ 
تنطق بالفرنسية: [ʒɔʁʒ sɛ̃ pjɛʁ]؛ مواليد 19 مايو 1981)، والمعروف أيضًا بأحرفه الأولى جاي إس بي (بالإنجليزية: GSP)، هو مُقاتل فنون قتالية مختلطة محترف كندي سابق. يُعتبر على نطاق واسع أحد أعظم المقاتلين في تاريخ فنون القتال المختلطة. كان جورج سانت بيير بطلًا من لفئتين في يو إف سي، بعد أن فاز بالألقاب في فئتي وزن الوسط والوزن المتوسط.
جورج سانت بيير هو بطل وزن الوسط في اليو إف سي سابقًا ثلاث مرات، بعد أن فاز باللقب مرتين واللقب المؤقت مرة واحدة بين نوفمبر 2006 وأبريل 2008. تم تصنيف جورج سانت بيير على أنه رقم 1 في وزن الوسط في العالم لعدة سنوات من قبل شيردوغ والعديد من المواقع الأخرى. في أعوام 2008 و2009 و2010 حصل على لقب أفضل رياضي كندي للعام من قبل روجرز سبورتسنت. تصنفه فايت ماتريكس على أنه أفضل مقاتل في فئة وزن الوسط عبر التاريخ، والمقاتل الأكثر إنجازًا في تاريخ فنون القتال المختلطة.
اعتزل كبطل للوزن الوسط في ديسمبر 2013، بعد حمله للرقم القياسي لأكثر عدد من الانتصارات في نزالات على اللقب وثاني أطول سلسلة متتالية من الحفاظ على اللقب في تاريخ اليو إف سي (2،204 يومًا) حيث دافع عن لقبه تسع مرات متتالية. عاد إلى الحلبة في نوفمبر 2017 في حدث يو إف سي 217، عندما هزم مايكل بيسبنغ بالإخضاع ليفوز بلقب الوزن المتوسط، وبالتالي أصبح المقاتل الرابع في تاريخ اليو إف سي يكون بطلًا في فئات مختلفة.

## نشأته
ولد سانت بيير في كيبك، وهو ابن لرولاند وبولين سانت بيير في 19 مايو، 1981. عاش سانت بيير طفولة صعبة، حيث عندما التحق بالمدرسة كان الآخرون يسرقون ملابسه و ماله. عندما كان طفلاً كان يلعب الهوكي والتزلج وشارك في العديد من الألعاب الرياضية. بدأ تعلم الكيوكوشن كاراتيه في سن السابعة من والده ولاحقًا من معلم كيوكوشن كاراتيه للدفاع عن نفسه ضد المتنمر في المدرسة. تعلم المصارعة والجيو جيتسو البرازيلية والملاكمة بعد وفاة مدرسه للكاراتيه عندما كان يبلغ من العمر 16 عامًا. التحق سانت بيير بالمدرسة الثانوية في مدرسة بيير بيدارد. بعد التخرج التحق بدراسات علم الحركة في سيجيب إدوارد مونبيتيت. قبل أن يصبح مقاتل مختلط محترف، عمل سانت بيير كحارس في نادي ليلي في مونتريال في ساوث شور، وكرجل قمامة لمدة ستة أشهر لدفع رسوم المدرسة. كان لديه بالفعل الحزام الأسود الثاني للكيوكوشن كاراتيه في سن الثانية عشرة، وكان أول قتال احترافي له في سن العشرين.
عندما كان شابًا، تأثر سانت بيير من جان كلود فان دام، ووصف محاربته في فيلم كيك بوكسر: الانتقام بأنه «حلم تحقق».

## التدريب
تدرب سانت بيير مع عدد من المجموعات في مجموعة كبيرة ومتنوعة من الصالات الرياضية طوال مسيرته القتالية. قبل قتاله مع بي جيه بن في يو إف سي 58، تدرب في أكاديمية رينزو غراسي للجيو جيتسو في مدينة نيويورك. تلقى سانت بيير حزامه البني في جيو جيتسو برازيلية من رينزو غراسي في 21 يوليو 2006. في سبتمبر 2008، حصل سانت بيير على حزامه الأسود في جيو جيتسو البرازيلي تحت قيادة برونو فرنانديز.
بدأ سانت بيير التدريب مع رشاد إيفانز ونيت ماركوارت وكيث جاردين ودونالد سيروني وغيرهم من مقاتلي الفنون القتالية المختلطة في مدرسة قتال الإخضاع مع جريج جاكسون جايدوجوتسو في نيومكسيكو. رافق سانت بيير بعض طلاب جاكسون إلى مونتريال لمساعدته في إعداده لقتاله في يو إف سي 94 ضد بي جيه بن في تريستار جيم، بما في ذلك كيث جاردين ونيت ماركوارت ودونالد سيروني ورشاد إيفانز. مدرب القوة والتكيف لجورج هو جوناثان شايمبيرج من مركز أداء الأدرينالين في مونتريال. تدرب سانت بيير في موياي تاي تحت إشراف فيل نيرس في فات في مدينة نيويورك.

## مسيرته في فنون القتال المختلطة

### بطولة القتال النهائي

#### التخلي عن اللقب والتوقف عن القتال
أعلن سانت بيير رسميًا في 13 ديسمبر 2013، أنه تخلى عن اللقب طواعية ويحتاج إلى أخذ بعض الراحة من فنون القتال المختلطة. لقد ترك الباب مفتوحًا لعودة محتملة إلى فنون القتال المختلطة في المستقبل. في مقابلة عام 2021، قال إنه بحاجة إلى استراحة بسبب المستويات العالية من مواد تحسين الأداء في UFC، فضلاً عن الحاجة إلى وقت للتفرغ لبعض المشكلات الشخصية.
عبر تويتر، أعلن سانت بيير في 27 مارس 2014، أنه مزق الرباط الصليبي الأمامي الأيسر أثناء التدريب، مما أدى إلى تأخير عودته المحتملة للقتال. سيتطلب الرباط الصليبي الأمامي الممزق الأيسر عملية جراحية. حصل على تصريح طبي لاستئناف التدريب في 17 أكتوبر 2014، لكن ظل من غير الواضح ما إذا كان لديه خطط للقتال بشكل احترافي مرة أخرى. في عام 2015، لعب سانت بيير دورًا رئيسيًا في تحضير روري ماكدونالد لمباراة العودة مع روبي لولر في يو إف سي 189.

## حياته الشخصية
أسس مؤسسة خيرية، مؤسسة جي أس بي، تهدف إلى الحد من التنمر وتشجيع مشاركة الشباب في الرياضة.
تحدث سانت بيير عن اضطرابه النفسي في المقابلات. وقد ذكر أنه في وقت اعتزاله الأول «كان يعاني من نوع من الاكتئاب» وقال في عام 2014 إنه كان يعاني من اضطراب الوسواس القهري. وقد نسب الفضل للوسواس القهري في كونه عاملاً في نجاحه.

### الأوشام
سانت بيير لديه وشم على الجانب الأيسر من صدره يُظهر كانجي جوجوتسو (柔 術).
سانت بيير لديه أيضًا وشم على ساقه اليمنى يصور زهرة الزنبق.

## سجل فنون القتال المختلطة
| السجل المهني |        |         |
| 28 نزال      | 26 فوز | 2 خسارة |
| ضربة قاضية   | 8      | 1       |
| إخضاع        | 6      | 1       |
| قرار القضاة  | 12     | 0       |

| النتيجة | السجل | الخصم          | الطريقة                                     | الحدث                                           | التاريخ        | الجولة | الوقت | المكان                                     | الملاحظات |
| ------- | ----- | -------------- | ------------------------------------------- | ----------------------------------------------- | -------------- | ------ | ----- | ------------------------------------------ | --- |
| فاز     | 26–2  | مايكل بيسبنغ   | إخضاع فني (خنق خلفي)                        | يو إف سي 217                                    | 4 نوفمبر 2017  | 3      | 4:23  | نيويورك، ولاية نيويورك، الولايات المتحدة   | أول ظهور في الوزن المتوسط. فاز بلقب بطولة يو إف سي للوزن المتوسط. أداء الليلة. أصبح اللقب شاغر في وقت لاحق.                                      |
| فاز     | 25–2  | جوني هيندريكس  | قرار القضاة (بالانقسام)                     | يو إف سي 167                                    | 16 نوفمبر 2013 | 5      | 5:00  | لاس فيغاس، نيفادا، الولايات المتحدة        | دافع عن لقب بطولة يو إف سي لوزن الوسط. قتال الليلة. اللقب الشاغر في وقت لاحق.                                                                    |
| فاز     | 24–2  | نيك دياز       | قرار القضاة (بالإجماع)                      | يو إف سي 158                                    | 16 مارس 2013   | 5      | 5:00  | مونتريال، كيبك، كندا                       | دافع عن لقب بطولة يو إف سي لوزن الوسط. |
| فاز     | 23–2  | كارلوس كونديت  | قرار القضاة (بالإجماع)                      | يو إف سي 154                                    | 17 نوفمبر 2012 | 5      | 5:00  | مونتريال، كيبك، كندا                       | دافع عن لقب بطولة يو إف سي لوزن الوسط. قتال الليلة                                                                                               |
| فاز     | 22–2  | جيك شيلدز      | قرار القضاة (بالإجماع)                      | يو إف سي 129                                    | 30 أبريل 2011  | 5      | 5:00  | تورنتو، أونتاريو، كندا                     | دافع عن لقب بطولة يو إف سي لوزن الوسط. |
| فاز     | 21–2  | جوش كوسشيك     | قرار القضاة (بالإجماع)                      | يو إف سي 124                                    | 11 ديسمبر 2010 | 5      | 5:00  | مونتريال، كيبك، كندا                       | دافع عن لقب بطولة يو إف سي لوزن الوسط. قتال الليلة                                                                                               |
| فاز     | 20–2  | دان هاردي      | قرار القضاة (بالإجماع)                      | يو إف سي 111                                    | 27 مارس 2010   | 5      | 5:00  | نيوآرك، نيو جيرسي، الولايات المتحدة        | دافع عن لقب بطولة يو إف سي لوزن الوسط. |
| فاز     | 19–2  | تياغو ألفيس    | قرار القضاة (بالإجماع)                      | يو إف سي 100                                    | 11 يوليو 2009  | 5      | 5:00  | لاس فيغاسو نيفادا، الولايات المتحدة        | دافع عن لقب بطولة يو إف سي لوزن الوسط. |
| فوز     | 18–2  | بي جيه بن      | الضربة القاضية الفنية (إيقاف الزاوية)       | يو إف سي 94                                     | 31 يناير 2009  | 4      | 5:00  | لاس فيغاسو نيفادا، الولايات المتحدة        | دافع عن لقب بطولة يو إف سي لوزن الوسط. |
| فاز     | 17–2  | جون فيتش       | قرار القضاة (بالإجماع)                      | يو إف سي 87                                     | 9 أغسطس 2008   | 5      | 5:00  | مينابوليس، مينيسوتا، الولايات المتحدة      | دافع عن لقب بطولة يو إف سي لوزن الوسط. قتال الليلة                                                                                               |
| فاز     | 16–2  | مات سيرا       | الضربة القاضية الفنية (بالركبتين على الجسم) | يو إف سي 83                                     | 19 أبريل 2008  | 2      | 4:45  | مونتريال، كيبك، كندا                       | فاز ووحّد لقب بطولة يو إف سي لوزن الوسط. |
| فاز     | 15–2  | مات هيوز       | إخضاع (ذراع)                                | يو إف سي 79                                     | 25 ديسمبر 2007 | 2      | 4:54  | لاس فيغاسو نيفادا، الولايات المتحدة        | فاز بلقب بطولة بطولة يو إف سي لوزن الوسطالمؤقت. إخضاع الليلة.                                                                                    |
| فاز     | 14–2  | جوش كوسشيك     | قرار القضاة (بالإجماع)                      | يو إف سي 74                                     | 25 أغسطس 2007  | 3      | 5:00  | لاس فيغاسو نيفادا، الولايات المتحدة        | |
| خسر     | 13–2  | مات سيرا       | الضربة القاضية الفنية (باللكمات)            | يو إف سي 69                                     | 7 أبريل 2006   | 1      | 3:25  | هيوستن، تكساس، الولايات المتحدة            | خسر لقب بطولة بطولة يو إف سي لوزن الوسط. |
| فاز     | 13–1  | مات هيوز       | الضربة القاضية الفنية (ركل الرأس واللكمات)  | يو إف سي 65                                     | 18 نوفمبر 2006 | 2      | 1:25  | ساكرامنتو، كاليفورنيا، الولايات المتحدة    | فاز بلقب بطولة بطولة يو إف سي لوزن الوسطالمؤقت. أفضل ضربة قاضية في الليلة.                                                                       |
| فاز     | 12–1  | بي جيه بن      | قرار القضاة (انقسام)                        | يو إف سي 58                                     | 4 مارس 2006    | 3      | 5:00  | لاس فيغاسو نيفادا، الولايات المتحدة        | |
| فاز     | 11–1  | شون شيرك       | الضربة القاضية الفنية (اللكمات والمرفقين)   | يو إف سي 56                                     | 19 نوفمبر 2005 | 2      | 2:53  | لاس فيغاسو نيفادا، الولايات المتحدة        | |
| فاز     | 10–1  | فرانك تريج     | إخضاع (خنق خلفي)                            | يو إف سي 54                                     | 20 أغسطس 2005  | 1      | 4:09  | لاس فيغاسو نيفادا، الولايات المتحدة        | |
| فاز     | 9–1   | جايسون ميلر    | قرار القضاة (بالإجماع)                      | يو إف سي 52                                     | 16 أبريل 2005  | 3      | 5:00  | لاس فيغاسو نيفادا، الولايات المتحدة        | |
| فاز     | 8–1   | ديف ستراسر     | إخضاع (كيمورا)                              | الضربة القاضية 19: غضب                          | 29 يناير 2005  | 1      | 1:52  | مونتريال، كيبك، كندا                       | دافع عن لقب بطولة تي كيه أو كندا للوزن المتوسط. تم توحيد البطولة لاحقًا مع بطولة تي كيه أو العالم للوزن المتوسط بعد أن وقع سانت بيير مع يو إف سي. |
| خسر     | 7–1   | مات هيوز       | إخضاع (ذراع)                                | يو إف سي 50                                     | 22 أكتوبر 2004 | 1      | 4:59  | أتلانتيك سيتي، نيو جيرسي، الولايات المتحدة | على لقب بطولة يو إف سي لوزن الوسط الشاغر. |
| فاز     | 7–0   | جاي هييرون     | الضربة القاضية الفنية (باللكمات)            | يو إف سي 48                                     | 19 يونيو 2004  | 1      | 1:42  | لاس فيغاسو نيفادا، الولايات المتحدة        | |
| فاز     | 6–0   | كارو باريزيان  | قرار القضاة (بالإجماع)                      | يو إف سي 46                                     | 31 يناير 2004  | 3      | 5:00  | لاس فيغاسو نيفادا، الولايات المتحدة        | |
| فاز     | 5–0   | بيت سبرات      | إخضاع (خنق خلفي)                            | الضربة القاضية 14: طرق ووريورز                  | 29 نوفمبر 2003 | 1      | 3:40  | فيكتوريا فيل، كيبك، كندا                   | |
| فاز     | 4–0   | توماس ديني     | الضربة القاضية الفنية (إيقاف من الطبيب)     | بطولة التحدي القتالي النهائي 12: الأدرينالين    | 25 يناير 2003  | 2      | 4:45  | مونتريال، كيبك، كندا                       | |
| فاز     | 3–0   | ترافيس جالبريث | الضربة القاضية الفنية (المرفقين)            | بطولة التحدي القتالي النهائي 11: المستوى التالي | 11 أكتوبر 2002 | 1      | 2:03  | مونتريال، كيبك، كندا                       | دافع عن بطولة التحدي القتالي النهائي للوزن الثقيل.                                                                                               |
| فاز     | 2–0   | جاستن بروكمان  | إخضاع (ذراع)                                | بطولة التحدي القتالي النهائي 10: المعارك        | 15 يونيو 2002  | 1      | 3:53  | غاتينو، كيبك، كندا                         | فاز ببطولة التحدي القتالي النهائي للوزن الوسط.                                                                                                   |
| فاز     | 1–0   | إيفان مينجيفار | الضربة القاضية الفنية (باللكمات)            | بطولة التحدي القتالي النهائي 7: باد بويز        | 25 يناير 2002  | 1      | 4:59  | مونتريال، كيبك، كندا                       | أول ظهور في وزن الوسط. |

المصدر:

## سجل تصارع الإخضاع
| 2 نزالين، 1 فوز، 1 خسارة |       |                 |                   |                          |        |         |                       |
| النتيجة                  | السجل | الخصم           | الطريقة           | الحدث                    | الفئة  | التاريخ | الموقع                |
| خسر                      | 1–1   | ليوناردو سانتوس | إخضاع (ذراع طائر) | بطولة نادي أبوظبي للقتال | –77 كغ | 2005    | لونغ بيتش، كاليفورنيا |
| فاز                      | 1–0   | أوتو أولسون     | بالنقاط           | بطولة نادي أبوظبي للقتال | –77 كغ | 2005    | لونغ بيتش، كاليفورنيا |

## المبلغ مقابل كل دفاع عن اللقب
| #                | الحدث            | القتال                     | التاريخ          | المكان                     | المدينة                                  | المبلغ    |
| ---------------- | ---------------- | -------------------------- | ---------------- | -------------------------- | ---------------------------------------- | --------- |
| 1.               | يو إف سي 65      | هيوز ضد جورج سانت بيير 2   | 18 نوفمبر 2006   | أركو أرينا                 | ساكرامنتو، كاليفورنيا، الولايات المتحدة  | 500،000   |
| 2.               | يو إف سي 69      | جورج سانت بيير ضد سيرا     | 7 أبريل 2007     | تويوتا سنتر                | هيوستن، تكساس، الولايات المتحدة          | 400،000   |
| 3.               | يو إف سي 79      | جورج سانت بيير ضد هيوز 3   | 29 ديسمبر 2007   | ماندلاي باي إيفنت سنتر     | لاس فيغاس، نيفادا، الولايات المتحدة      | 650،000   |
| 4.               | يو إف سي 83      | جورج سانت بيير ضد سيرا 2   | 19 أبريل 2008    | بيل سنتر                   | مونتريال، كيبيك، كندا                    | 530،000   |
| 5.               | يو إف سي 87      | جورج سانت بيير ضد فيتش     | 9 أغسطس 2008     | تارجت سنتر                 | مينابوليس، مينيسوتا، الولايات المتحدة    | 625،000   |
| 6.               | يو إف سي 94      | جورج سانت بيير ضد بن 2     | 31 يناير 2009    | إم جي إم جراند جاردن أرينا | لاس فيغاس، نيفادا، الولايات المتحدة      | 920،000   |
| 7.               | يو إف سي 111     | جورج سانت بيير ضد هاردي    | 27 مارس 2010     | برودينشل سنتر              | نيوآرك، نيو جيرسي، الولايات المتحدة      | 770،000   |
| 8.               | يو إف سي 124     | جورج سانت بيير ضد كوسشيك 2 | 11 ديسمبر 2010   | بيل سنتر                   | مونتريال، كيبيك، كندا                    | 800،000   |
| 9.               | يو إف سي 129     | جورج سانت بيير ضد شيلدز    | 30 أبريل 2011    | روجرز سنتر                 | تورنتو، أونتاريو، كندا                   | 800،000   |
| 10.              | يو إف سي 154     | جورج سانت بيير ضد كونديت   | 17 نوفمبر 2012   | بيل سنتر                   | مونتريال، كيبيك، كندا                    | 700،000   |
| 11.              | يو إف سي 158     | جورج سانت بيير ضد دياز     | 16 مارس 2013     | بيل سنتر                   | مونتريال، كيبيك، كندا                    | 950،000   |
| 12.              | يو إف سي 167     | جورج سانت بيير ضد هندريكس  | 16 نوفمبر 2013   | إم جي إم جراند جاردن أرينا | لاس فيغاس، نيفادا، الولايات المتحدة      | 630،000   |
| 13.              | يو إف سي 217     | بيسبنغ ضد جورج سانت بيير   | 4 نوفمبر 2017    | ماديسون سكوير جاردن        | مدينة نيويورك، نيويورك، الولايات المتحدة | 875،000   |
| إجمالي المدفوعات | إجمالي المدفوعات | إجمالي المدفوعات           | إجمالي المدفوعات | إجمالي المدفوعات           | إجمالي المدفوعات                         | 9،150،000 |

## فيلموغرافيا

### الأفلام
| العام | العنوان                   | الدور         | الملاحظات |
| ----- | ------------------------- | ------------- | --------- |
| 2009  | محارب الموت               | شامان         |           |
| 2009  | لا تستسلم أبدا            | جورج          |           |
| 2010  | الحقيقة المدهشة           | جورج          | [ 42 ]    |
| 2014  | كابتن أمريكا: جندي الشتاء | جورج باتروك   |           |
| 2016  | كيك بوكسر: الانتقام       | كافي          |           |
| 2017  | كراتيلز                   | برونو سينكلير |           |

### التلفزيون
| العام | العنوان               | الدور       | الملاحظات                                     |
| ----- | --------------------- | ----------- | --------------------------------------------- |
| 2021  | الفالكون وجندي الشتاء | جورج باتروك | 3 حلقات                                       |
| 2021  | ماذا لو               | جورج باتروك | دور صوتي؛ حلقة: «ماذا لو… المراقب حلف يمينه؟» |

## وصلات خارجية
- جورج سانت بيير على موقع IMDb (الإنجليزية)
- جورج سانت بيير على موقع ميوزك برينز (الإنجليزية)
- جورج سانت بيير على موقع قاعدة بيانات الفيلم (الإنجليزية)
- جورج سانت بيير على موقع بوكس ريك (الإنجليزية) (registration required)
- جورج سانت بيير على موقع يو إف سي (الإنجليزية)
- جورج سانت بيير على موقع شيردوغ (الإنجليزية)